# Lecania dudleyi
Lecania dudleyi är en lavart som beskrevs av Herre. Lecania dudleyi ingår i släktet Lecania och familjen Ramalinaceae.   Inga underarter finns listade i Catalogue of Life.